# Bob Lacourse
Joseph Gustave Robert « Bob » Lacourse (né le 16 décembre 1926 à Montréal et mort le 31 janvier 2013 à Saint-Jérôme au Québec) est un coureur cycliste canadien. Il est entraîné et conseillé par Louis Quilicot, « le papa des cyclistes », au  Québec. Il participe à la vitesse aux jeux Olympiques de 1948,. Il prend part à plusieurs épreuves de Six-jours, remportant l'épreuve amateur à Simcoe, Ontario, avec  Laurent Tessier et aux Six jours de New York, Chicago, Washington et Montréal en tant que professionnel.
Il est intronisé en 1987 au Temple de la renommée de la Fédération Québécoise des Sports Cyclistes

## Palmarès
- 1946
  -  Champion du Canada sur route (100 miles)

- 1947
  -  Champion du Canada sur piste amateur (quart de mille).

- 1948
  -  Champion du Canada sur piste amateur sur dix milles
  -  Champion du Canada sur route (100 miles)[6]
  - Québec-Montréal